# Liriomyza hieracivora
Liriomyza hieracivora este o specie de muște din genul Liriomyza, familia Agromyzidae, descrisă de Spencer în anul 1971.
Este endemică în Germania. Conform Catalogue of Life specia Liriomyza hieracivora nu are subspecii cunoscute.